# Конический ствол
Конический ствол — ствол ручного или артиллерийского оружия, имеющий внутренний конический (сужающийся) переход от задней части ствола к передней. Диаметр части конуса, обращённой к казённику ствола, больше, чем диаметр части конуса, обращённой к дульному срезу.
Конусность ствола может начинаться как непосредственно от пульного (снарядного) входа, так часто и на значительном удалении от него. В некоторых системах оружия, например, в немецкой 75-мм противотанковой пушке 7,5 cm PaK 41 времен Второй мировой войны, ствол состоит из нескольких чередующихся конических и цилиндрических участков. В конце конусного сужения обычно расположен цилиндрический участок ствола.
Для британского 40-мм противотанкового орудия QF 2 pounder была создана конусная насадка-адаптер «Литтлджон», устанавливавшаяся на конце обычного цилиндрического ствола. При необходимости этот адаптер мог быть быстро снят для стрельбы обычными (не поддающимися обжатию) снарядами.

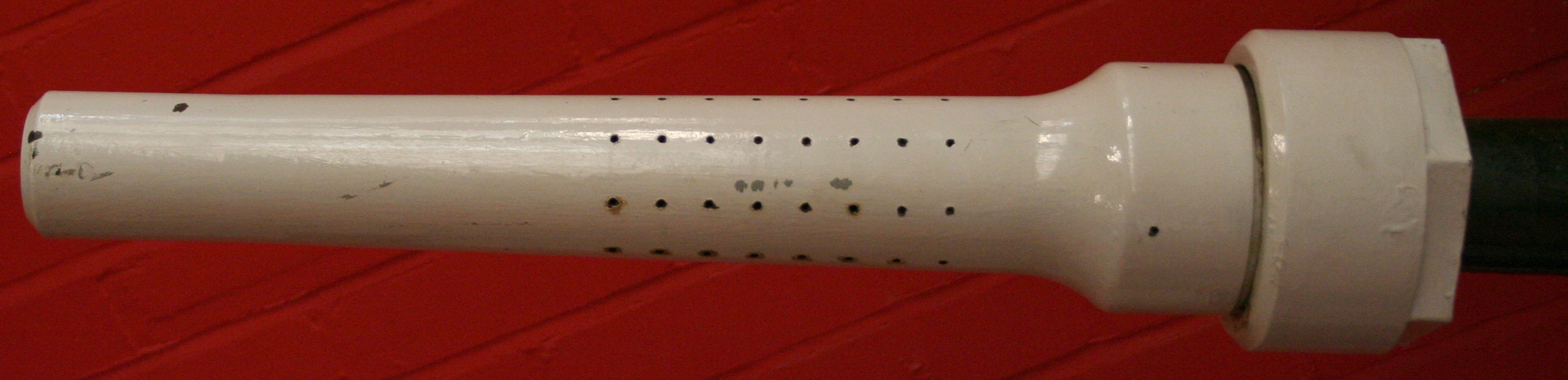
Насадка-адаптер «Литтлджон» из Бовингтонского танкового музея

Конический ствол может быть как нарезной или гладкий (чок), так и комбинированный, например с гладкой конической частью и нарезной цилиндрической (сверловка «Парадокс»).
Конические стволы применялись для увеличения начальной скорости снаряда (пули). Принцип увеличения скорости снаряда в конических стволах есть сложный видоизменённый принцип «пробки и иглы». В начале движения снаряда давление пороховых газов действует на большую площадь дна снаряда. При движении снаряда по коническому стволу давление пороховых газов начинает падать, но это падение компенсируется уменьшением объёма ствола сравнительно с обычным цилиндрическим. При этом уменьшается и площадь снаряда, но при обжимании в стволе ведущих поясков снаряда сохраняется высокая степень обтюрации пороховых газов, снижающая их
потери.
Масса снаряда, выстреливаемого из конического ствола, всегда меньше массы обычного калиберного снаряда (начального калибра конуса), что приближает стрельбу из конических стволов к стрельбе из обычных стволов подкалиберными снарядами. В конечном счете развитие технологии подкалиберных снарядов, выстреливаемых из обычного цилиндрического ствола, свело на нет необходимость использования быстроизнашивающихся и сложных в производстве конусных стволов и специальных обжимаемых бронебойных снарядов к ним.

## История

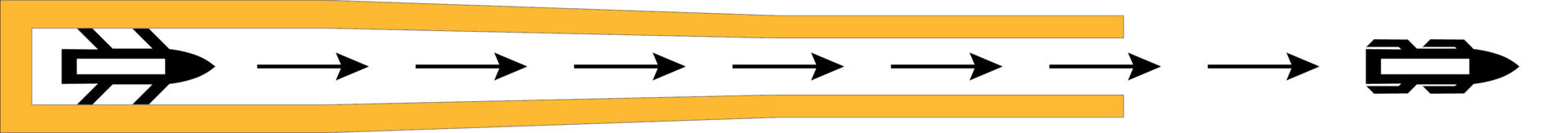
Диаграмма, показывающая концепцию конического ствола

Попытки применить конический ствол в огнестрельном оружии предпринимались с начала его развития, но не существовало чёткого осознания предназначения такого ствола. Попытки применения конического ствола неоднократно предпринимались оружейниками, изготовлявшими охотничье гладкоствольное оружие с целью улучшить плотность осыпи дробового заряда на больших дистанциях. В настоящее время в гладкоствольном охотничьем оружии применяются стволы с небольшой конусностью с сужением, например, так называемые стволы «с напором» или с расширением, например, так называемые стволы «с раструбом».
С целью получения новых баллистических характеристик нарезного огнестрельного оружия конический ствол применил немецкий оружейник К. Пуфф, изобретатель пули Пуффа.
Совершенствование нарезного конического ствола произвёл немецкий оружейник Г. Герлих. Герлих применял как полностью конические стволы во всю длину, так и ограниченно конусные, то есть с конусным участком по длине ствола. Такая ограниченная конусность позволяла упростить технологию производства.
В дальнейшем было выяснено, что пуля (снаряд) «типа Герлиха» получает достаточную стабилизацию вращением, если получает вращение в цилиндрической части, прилегающей к патроннику (каморе) оружия, а далее двигается в гладком конусном сужении, сминая выступающие ведущие пояски (см. Пуфф; Герлих). Избавление от нарезания конических стволов ещё более упростило технологию и позволило начать внедрение «ограниченно конических» стволов в военную технику.

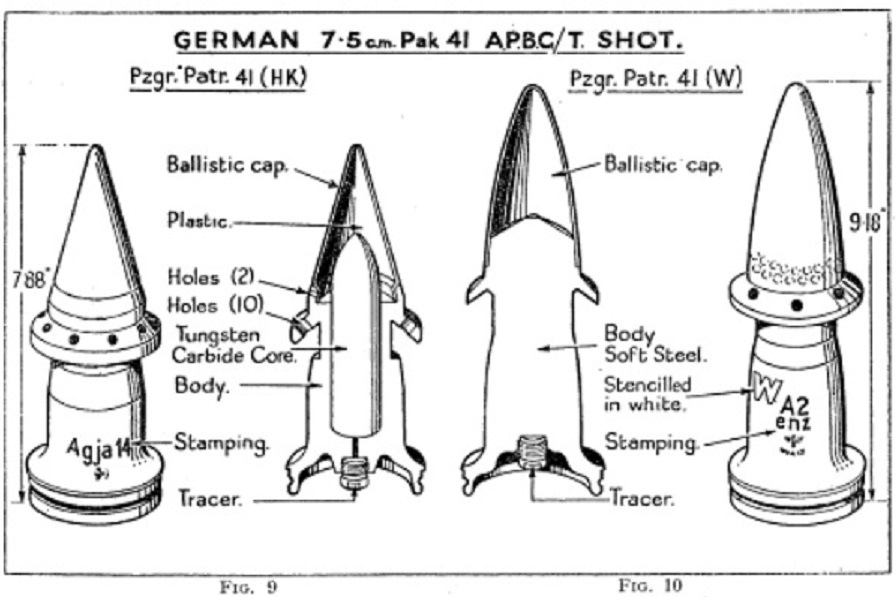
Обжимаемый бронебойный снаряд, использовавшейся в немецкой 75-мм противотанковой пушке 7,5 cm PaK 41

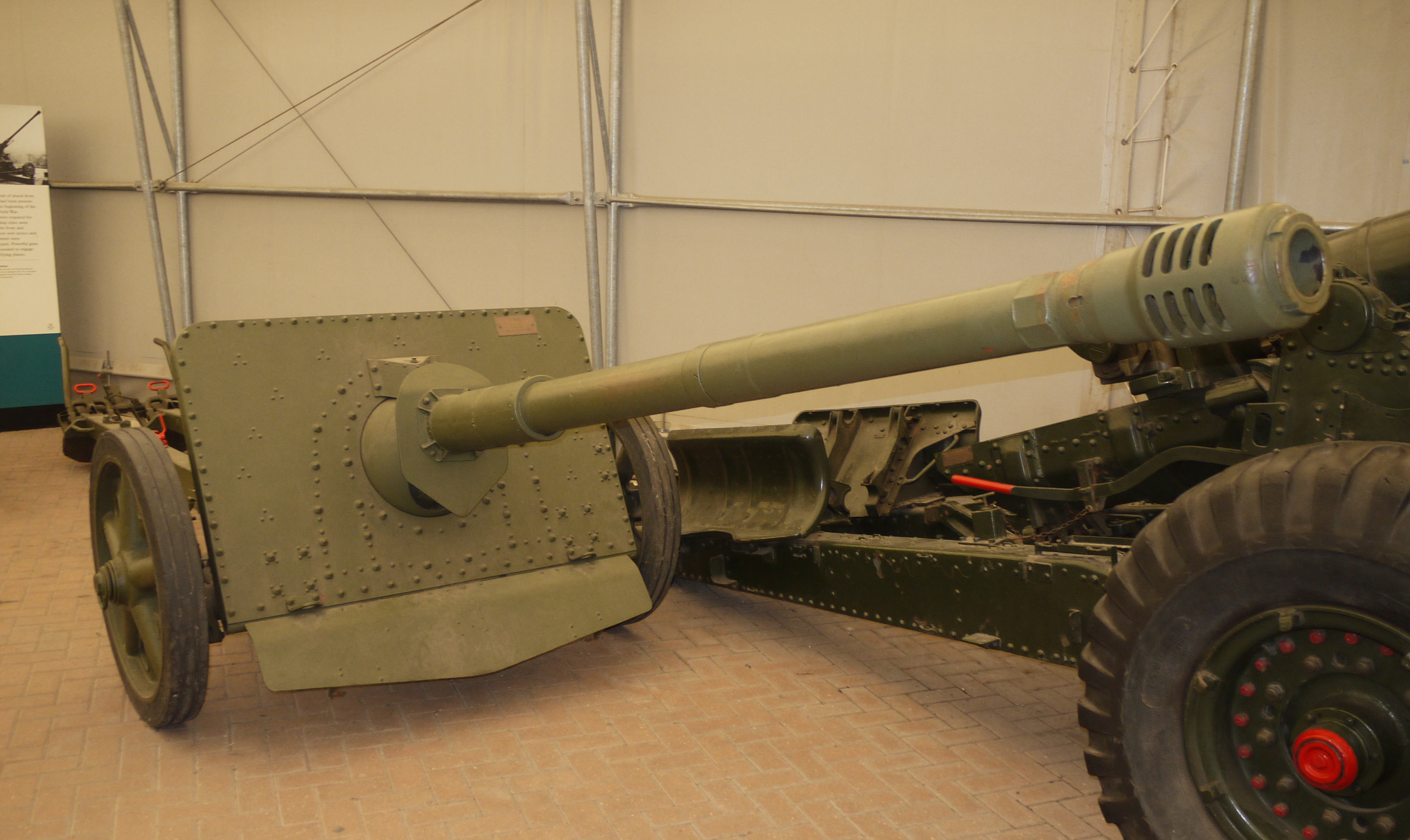
Немецкая 75-мм противотанковая пушка 7,5 cm PaK 41, созданная на основе концепции конического ствола

С 1940 г. на вооружение армии Германии начинают поступать противотанковые артиллерийские орудия с коническим стволом. Ниже приведены обозначения противотанковых и танковых орудий. В числителе указан наибольший калибр (диаметр) орудия в сантиметрах у снарядного входа, в знаменателе калибр (диаметр) обжатого снаряда на дульном срезе:
- Тяжёлое противотанковое ружье (фактически лёгкая противотанковая пушка) 2,8/2cm s.Pz.B.41 (1940 г.)
- Танковая пушка 2,8/2 cm KwK.42
- Противотанковая пушка 4,2 cm Pak 41 (калибр начальный 4,2 см, конечный калибр 2,9 см). (1941 г.)
- Противотанковая пушка 7,5 cm Pak 41 (калибр начальный 7,5 см, конечный калибр 5,5 см). (1942 г.)

Немецкие инженеры испытывали и ряд опытных орудий с коническим стволом:
- Противотанковые 4,2 см Gerät 2004; Gerät 2004; Gerät 2005; Gerät 1004;
- Зенитное орудие Gerät 65F калибром 15 см, с гладким коническим стволом под стреловидный оперённый снаряд;
- Танковое Gerät 725 начального калибра 7,5 см, конечного 5,5 см.

последнее должно было устанавливаться на прототип VK 3601(H) тяжёлого танка Тигр, но в связи с необходимостью применения в сердечнике бронебойного снаряда вольфрама (карбида вольфрама) месторождений которого в Германии не было, на танк «Тигр» было установлено классическое артиллерийское орудие калибра 88 мм.
Также и производство и применение в Германии артиллерийских противотанковых орудий с коническим стволом (а также подкалиберных бронебойных снарядов), было остановлено не в результате технических затруднений, а в результате проведенной спецслужбами США и Великобритании операций по блокированию поступления в Германию концентратов вольфрамовых руд. В результате проведённых спецслужбами союзников операций были полностью блокированы поставки вольфрамового концентрата из США (через посредников) месторождение близ Милл-Сити, г. Бишоп, г. Клаймакс, из Испании месторождения в горах Боралья, Панашкейра, из Китая месторождения близ г. Даюй, Луякань.
Последний серьёзный источник вольфрама для Германии (месторождения в Бразилии) был закрыт в 1942 г, в результате разработанной спецслужбами США операции «Золотой кувшин» (англ. Golden Jug), включающей в себя оккупацию Бразилии, которая не состоялась только благодаря дипломатическому отказу Бразилии от сотрудничества с Третьим рейхом (разрыв дипломатических отношений).
Кроме орудий малых и средних калибров, немецкие инженеры разрабатывали и конические стволы и боеприпасы для орудий больших калибров. Ими были разработаны стволы и адаптеры (переходники для превращения цилиндрических стволов в конические) для дальнобойного орудия особой мощности калибра 240 мм (24-см) К.3.
Начальный калибр составлял 240 мм, а конечный калибр снаряда с двумя сминаемыми поясками (фланцами) 210 мм. Дальность стрельбы орудия К.3. возросла с 30,7 км, до 50 км.
В мае 1945 г. советским войскам удалось захватить пушку К.3 с коническим адаптером и её конструкторов.

### В СССР
Перед войной в СССР проводились, в рамках создания мощного противотанкового орудия, исследовательские работы над коническими стволами, но они в то время оказались безуспешными из-за трудностей изготовления конических стволов - был изготовлен только один конический ствол, оказавшийся практически бракованным.
Немецкий опыт конструирования пушек с коническим стволом был использован в продолжившихся после окончания войны разработках отечественных орудий с коническими стволами, проводившимися в ЦНИИ-58 и ОКБ-172.
Уже в 1947 году В. Г. Грабин разработал лёгкую противотанковую пушку С-40 начального калибра 76 мм и конечного калибра 57 мм (76/57). Отечественная противотанковая пушка по баллистическим данным и бронепробиваемости превзошла свой прототип, немецкую ПТП 7,5 cm Pak 41, и могла бороться с любыми типами танков потенциальных противников на любых дистанциях боя того времени.

## Разное
Конический ствол упоминается в романе В. Киселёва «Воры в доме»: иностранный разведчик при задержании убивает офицера КГБ, любителя и знатока оружия, из пистолета со «стволом инженера Герлиха».